# 三育学院カレッジ
三育学院カレッジ（さんいくがくいんカレッジ）とは、 千葉県夷隅郡大多喜町にある専修学校、神学校である。

## 沿革
公式ウェブサイト内「三育学院カレッジの概要」

専門学校三育カレッジ　2023年度パンフレットより

- 1896年 - ウイリアム・C・グレンジャー宣教師が来日し、日本でセブンスデー・アドベンチスト教会の宣教活動開始。2年後、東京麻布に「芝和英聖書学校」開校。
- 1914年 - 「日本伝道学校」設立。
- 1919年 - 東京荻窪に「天沼学院」開校。小学、中学、高等部を併設。
- 1926年 - 千葉県袖ヶ浦市に男子部移転、名称を「日本三育学院」とする。天沼学院は「日本三育女学院」と改称。
- 1947年 - 日本三育学院再開、翌年、「財団法人日本三育学院」に改組し、「日本三育学院神学校」と称する。中学校・高等学校併設、1950年（昭和25年）に小学校併設。東京衛生病院看護婦学校再開。
- 1951年 - 日本三育学院神学校は「学校法人三育学院」に変更。
- 1953年 - 「日本三育カレッジ」と改称。神学科、伝道科、教育学科、セクレタリー科を設置。
- 1971年 - 「三育学院短期大学」を開設し、英語学科の設置。
- 1974年 - 「東京衛生病院看護学院」をカレッジに移管し、「三育学院カレッジ看護学科」と名称変更。
- 1976年 - 専修学校発足に伴い、カレッジを「専門学校三育学院カレッジ」と改称。キリスト教学科（のち神学科に改称）、教育学科（のちキリスト教教育学科に改称）、医療専門課程看護学科の3科を設置。
- 1987年 - 三育学院カレッジをキリスト教学科とキリスト教教育学科に改編、看護学科は三育学院短期大学看護学科に改組。
- 2015年 - 三育学院カレッジを改組、キリスト教教育学科を神学科に併合。
- 2018年 - 神学科神学専攻が、課程修了後「高度専門士」と称することができる課程と認定される。

## 概要
公式ウェブサイト内「学校生活について」項による
健康教育について
自己の健康と生活習慣を管理するために、心身の健康の維持増進という観点から、学内の食堂ではベジタリアンメニューを提供し、規則正しい生活を送り、適度な運動を奨励している。。
住宅について
学寮教育の重要性から入寮を推奨しているが、下記の条件を満たすものについては通学を認めている。
1. 保護者および保護者に類する元から通学する者。
2. 配偶者等、同居の理由が妥当と認められる者と同居する者。
3. 22歳以上の者。
4. 20歳以上の者で学寮において1年以上の入寮経験のある者。
5. 学生委員会が特に許可した者。

また、校内には学寮の他にアパートがあり、下記の条件を満たす者は入居申請をすることが可能である。ただし、部屋数に限りがあるため入学手続きが完了された順に審査を経て、入居が許可される。
1. 22歳以上の者。
2. 20歳以上の者で、学寮で1年以上生活した者。
3. 配偶者等同居の理由が妥当と認められる者と同居する者。
4. 学生委員会が特に認めた者。

## 学科
公式ウェブサイト内「コース概要・教員紹介」項による

専門学校三育カレッジ　2023年度募集要項より。
1年コース（キリスト教教育専攻）
学校法人三育学院の幼・小・中・高の教師或いは教師志望者で教員免許所持者を対象とした1年間の研修コース。
2年コース（キリスト教学専攻）
セブンスデー・アドベンチスト教会信仰の基礎を学び、留学やセブンスデー・アドベンチスト教会の関連機関、あるいは将来の働きの準備として信仰を培うコース。専門士の取得が可能。
4年コース（神学専攻）
牧会や様々な分野で伝道者として献身する人材を育成するコース。高度専門士の取得が可能。

## 所在地
千葉県夷隅郡大多喜町久我原1500

## アクセス
公式ウェブサイト内「交通アクセス」項による
- JR外房線「大原駅」より、いすみ鉄道にて「大多喜駅」下車。タクシーで約7分。または「三育学院大学久我原駅」下車。徒歩15分